# 橘奈良麻呂の乱
橘奈良麻呂の乱（たちばなのならまろのらん）は、奈良時代の政変。天平勝宝9歳（757年）、橘奈良麻呂が藤原仲麻呂を滅ぼそうとし、天皇の廃立を企てたが、密告により露見して未遂に終わった。

## 概略

### 事件前史
橘奈良麻呂の父の左大臣橘諸兄は、聖武天皇の治世に政権を担当していた。
743年（天平15年）、難波行幸中の聖武天皇が病に倒れた時、奈良麻呂は佐伯全成に対し小野東人らと謀り、次期天皇に黄文王を擁立する旨の計画を漏らす。既に738年（天平10年）の段階で、皇女の阿倍内親王が皇太子に立てられていたが、奈良麻呂が「皇嗣立てることなし」と皇太子が存在しないと述べている。女帝は全て独身（未婚か未亡人）であり、1代限りで終わる阿倍内親王ではなく、男性の皇位継承者を求める動きが背景にあったと考えられている。
749年（天平21年/天平感宝元年/天平勝宝元年）、聖武天皇が譲位して阿倍内親王（孝謙天皇）が即位すると、天皇の母の光明皇太后に信任されていた藤原仲麻呂が皇太后のために新設された紫微中台の長官（紫微令）に任命される。仲麻呂は孝謙天皇からも寵愛深く、急速に台頭してゆく。一方、阿倍内親王の皇位継承に批判的と見られていた橘諸兄親子の勢力は次第に衰退することとなった。藤原氏の台頭に危機感を抱いた奈良麻呂は、11月の孝謙天皇即位大嘗祭の時、佐伯全成に再び謀反の計画を謀った。しかし全成が謀反への参加を拒絶したため謀反を実行することが出来なかった。
755年（天平勝宝7歳）、諸兄の従者佐味宮守から、諸兄が酒宴の席で朝廷を誹謗したとの密告があった。聖武太上天皇はこれを問題としなかった。この時、越前守の佐伯美濃麻呂が証人として喚問され、美濃麻呂は「私は大臣が何をおっしゃったのかは知りません。ただ考えますと、佐伯全成なら知っているでしょう」と答えている。そこで、全成が喚問されることになったが、光明皇太后が天皇をなだめたため、沙汰止みになったという。
翌756年（天平勝宝8歳）2月、これを恥じた諸兄は辞職した。
同年4月、聖武上皇不豫の際黄金を携えて陸奥より上京した佐伯全成に対して三度謀反の計画を謀った。このとき奈良麻呂は大伴古麻呂を誘い、大伴佐伯両氏族をもって黄文王擁立を告げるが佐伯大伴両氏はともにこれを拒絶した。
同年5月2日、聖武太上天皇が崩御する。太上天皇の遺言により道祖王が立太子された。
翌757年（天平勝宝9歳）1月、引退していた橘諸兄が失意のうちに74歳で死去する。なお、奈良麻呂の一連の計画と父である諸兄の関係について、知らなかったもしくは計画に反対してその抑制に動いていた（反対に諸兄という重しがなくなったことで奈良麻呂の動きが活発化した）とする森田悌や中村順昭の説と奈良麻呂が12年もの間に度々計画を企てていたのに父の諸兄が何も知らなかったのは不自然で、先の誹謗問題の件も考えると計画に何らかの関与をしていた可能性があるとする木本好信の説に分かれている。
同年3月、道祖王が孝謙天皇の不興を受けて廃された。4月に入ると、天皇は群臣を集めて次の皇太子について意見を述べさせた。藤原豊成と藤原永手は塩焼王を推挙し、文室智努と大伴古麻呂は池田王を推挙した。しかし、藤原仲麻呂は「臣下のことを一番よく知るのは君主です」と述べて天皇の意向に従いたいと述べた。それを聞いた天皇は、皇室の長老であった新田部親王か舎人親王の子の中から選ぶのが妥当と言うことで新田部親王の子である道祖王が皇太子に選ばれたが今回廃されたので今度は舎人親王の子から選ぶのが適当であると述べた上で、船王は閏房のことで、池田王は孝行のことで不適切な行いがあったとし、（新田部親王の子であるが今回群臣からの推挙のあった）塩焼王についてもかつて聖武天皇の不興を買ったので不適切であるとして、大炊王（淳仁天皇）を立太子することを宣言した。しかし、実は大炊王は仲麻呂が後ろ盾となっており庇護していた人物であった（『続日本紀』天平宝字元年4月辛巳条）。

### 陰謀の計画と発覚
仲麻呂の専横に不満を持った奈良麻呂は、不満を持つ者たちを集めて仲麻呂を除こうと画策する。同年6月28日（7月18日）、山背王が孝謙天皇に「奈良麻呂が兵をもって仲麻呂の邸を包囲しようと計画している。大伴古麻呂もその事情を知っている」と密告した。翌29日（7月19日）に太政官院（太政官の庁舎）の庭に橘奈良麻呂・大伴古麻呂・小野東人・黄文王・安宿王ら20名ほどが集まり、7月2日（7月22日）の宵に挙兵することを誓約した。
7月2日（7月22日）、孝謙天皇と光明皇太后が、諸臣に対して「謀反の噂があるが、皆が逆心を抱くのをやめ、朝廷に従うように」との詔勅を発した。光明皇太后も、「おまえたち藤原・橘の一族は私の姪（おい）同然の近親者である。故太上天皇はしばしばおまえたちを召して、『朕の亡き後は皇太后に仕えて、お助け申しあげよ』と仰せられた。また大伴・佐伯の一族ははるか昔から歴代天皇の親衛隊として仕えてきた者どもであり、特に大伴氏は私の実家の姻戚でもある（鎌足の母親が大伴氏であることを示している）。みな心を同じくして天皇を助けまつろうという心がけがあったならば、このたびのような醜聞は起こらぬはずだった。おまえたちがよからぬことから、このようになるものと思われる。みな明（あか）き清き心で天皇を助け仕えまつらなくてはならない」との宣命を出した。
しかし、その日の夕方、中衛府の舎人上道斐太都から、前備前守小野東人に謀反への参加を呼びかけられたと仲麻呂へ密告があった。仲麻呂はただちに孝謙天皇に報告して、中衛府の兵を動かして前皇太子道祖王の邸を包囲し、小野東人らを捕らえて左衛士府の獄に下した。翌7月3日（7月23日）、右大臣・藤原豊成、中納言・藤原永手らが小野東人を訊問。東人は無実を主張した。その報告を受けて、孝謙天皇は仲麻呂を傍らに置いて、塩焼王、安宿王、黄文王、橘奈良麻呂、大伴古麻呂を前に「謀反の企てがあるとの報告があるが自分は信じない」との宣命を読み上げた。
ところが同日事態は急変する。右大臣豊成が訊問から外され、再度、永手らを左衛士府に派遣し小野東人、答本忠節らを拷問にかけた。東人らは一転して謀反を自白した。その内容は、橘奈良麻呂、大伴古麻呂、安宿王、黄文王らが一味して兵を発して、仲麻呂の邸を襲って殺して皇太子を退け、次いで皇太后の宮を包囲して駅鈴と玉璽を奪い、右大臣豊成を奉じて天下に号令し、その後天皇を廃し、塩焼王、道祖王、安宿王、黄文王の中から天皇を推戴するというものであった。

### 過酷な処分
東人の供述により、7月4日（7月24日）に奈良麻呂を始め、道祖王、黄文王、大伴古麻呂、多冶比犢養（たじひのこうしかい）、賀茂角足（かものつのたり）ら、一味に名を挙げられた人々は直ちに逮捕され、永手らの訊問を受けた。訊問が進むにつれ、全員が謀反を白状した。奈良麻呂は永手の聴取に対して「東大寺などを造営し人民が辛苦している。政治が無道だから反乱を企てた。」と打ち明けた。
この後すぐに獄に移され、永手、百済王敬福、船王の監督下、杖で全身を打つ拷問が行われた。道祖王（麻度比と改名）、黄文王（久奈多夫礼と改名）、古麻呂、東人、犢養、角足（乃呂志と改名）は同日、過酷な拷問に耐えかねて次々と絶命した。また首謀者である奈良麻呂の名が『続日本紀』に残されていないが、同じく拷問死したと考えられる。
安宿王は佐渡島、大伴古慈悲（藤原不比等の娘婿）は土佐国に配流され（両者ともその後赦免）、塩焼王は直接関与した証拠がなかったために不問とされ、後日臣籍降下（「氷上眞人塩焼」と改名）している。反乱計画に直接関与していなかったものの全成は捕縛され奈良麻呂から謀反をもちかけられた顛末を自白した上で自害した。他にもこの事件に連座して流罪、徒罪、没官などの処罰を受けた役人は443人にのぼる。また、右大臣・藤原豊成が息子乙縄とともに事件に関係したとして大宰員外帥に左遷された。また、中納言・藤原永手も、その後仲麻呂派で固められた朝廷内で政治的に孤立し逼塞を余儀なくされたと言う説がある。豊成・永手らは反仲麻呂派であると同時に奈良麻呂らの標的とされた孝謙天皇の側近であった人々であり、天皇廃立を企てた奈良麻呂らに対して過酷な尋問や拷問を行った人々であった。
一連の処分が終わった8月18日（9月6日）に孝謙天皇は元号を「天平宝字」と改元して体制の立て直しを図ることになった。

### その後
仲麻呂はこの事件により、自分に不満を持つ政敵を一掃することに成功した。758年（天平宝字2年）、大炊王が即位し（淳仁天皇）、仲麻呂は太保（右大臣）に任ぜられ、恵美押勝の名を与えられる。そして、760年（天平宝字4年）には太師（太政大臣）にまで登りつめ栄耀栄華を極めた。だが、その没落も早く、孝謙上皇の寵愛は弓削道鏡に移り、764年（天平宝字8年）、仲麻呂は乱を起こして敗れ、その一族は滅んだ（藤原仲麻呂の乱）。

## 乱で処罰された人物
| 家系     | 氏名           | 官位など           | 処罰内容                               |
| -------- | -------------- | ------------------ | -------------------------------------- |
| 橘氏     | 橘奈良麻呂     | 正四位下・参議     | 獄死                                   |
| 皇族     | 安宿王         | 正四位下・讃岐守   | 妻子とともに佐渡国へ流罪               |
| 皇族     | 黄文王         | 従四位上・散位頭   | 久奈多夫礼と改名の上、獄死             |
| 皇族     | 道祖王         | 元皇太子           | 麻度比と改名の上、獄死                 |
| 藤原南家 | 藤原豊成       | 正二位・右大臣     | 大宰員外帥に左遷                       |
| 藤原南家 | 藤原乙縄       | 正六位上           | 日向員外掾に左遷                       |
| 多治比氏 | 多治比広足     | 従三位・中納言     | 中納言を解任                           |
| 多治比氏 | 多治比国人     | 従四位下・遠江守   | 伊豆国へ流罪                           |
| 多治比氏 | 多治比犢養     | 従五位上           | 獄死                                   |
| 多治比氏 | 多治比礼麻呂   |                    | 獄死？                                 |
| 多治比氏 | 多治比鷹主     |                    | 獄死？                                 |
| 大伴氏   | 大伴古麻呂     | 正四位下・左大弁   | 獄死                                   |
| 大伴氏   | 大伴古慈斐     | 従四位上・土佐守   | 任地の土佐国で解官。そのまま土佐に流罪 |
| 大伴氏   | 大伴駿河麻呂   | 従五位下           | 流罪？                                 |
| 大伴氏   | 大伴池主       | 式部少丞           | 獄死？                                 |
| 大伴氏   | 大伴兄人       |                    | 獄死？                                 |
| 佐伯氏   | 佐伯全成       | 従五位上・陸奥守   | 自害                                   |
| 佐伯氏   | 佐伯大成       | 従五位下・信濃守   | 信濃国へ流罪                           |
| 賀茂氏   | 賀茂角足       | 正五位上・遠江守   | 乃呂志と改名の上、獄死                 |
| 小野氏   | 小野東人       | 従五位上・前備前守 | 獄死                                   |
| その他   | 答本忠節       | 外従五位下         | 獄死？                                 |
| その他   | 山田三井比売嶋 | 従五位下（故人）   | 山田三井宿禰から山田史へ改姓           |